# Lijst van burgemeesters van Wierden
Dit is een lijst van burgemeesters van de Nederlandse gemeente Wierden in de provincie Overijssel. Tot 1 januari 1913 was de burgemeester tevens gemeentesecretaris.
| Ambtsperiode | Naam burgemeester                | Partij of stroming | Bijzonderheden |
| ------------ | -------------------------------- | ------------------ | --- |
| 1813, 1814   | Huibert Jacobson                 |                    | maire, schout |
| 1825 - 1835  | Wolter Jalink                    |                    | |
| 1835 -1841   | Wilhelm Jalink                   |                    | oudste zoon van burgemeester Wolter Jalink                                                                              |
| 1841 - 1879  | Joan Wilhelm Putman Cramer       |                    | was burgemeester van Diepenheim, bracht 1844 de gemeentesecretarie over naar huize Het Leyerweerd, waar hij ook woonde  |
| 1880 - 1893  | Willem Hendrik Dikkers           |                    | bracht de gemeentesecretarie over naar de oude pastorie in Enter                                                        |
| 1893 - 1903  | Hendrik Jochem Warnaars          |                    | |
| 1903 - 1941  | Johannes Cornelis van den Berg   |                    | |
| 1941 - 1944  | mr. Eric Donald Maaldrink        |                    | van april tot december 1941 waarnemend; ontslagen door de directeur-generaal van het departement van Binnenlandse Zaken |
| 1944         | Anthonie Wijnen                  |                    | waarnemend |
| 1944 - 1945  | Auguste Marie Joseph Anna Regout | NSB                | waarnemend |
| 1945 - 1946  | G.W. Maat                        |                    | waarnemend, de gemeenteontvanger                                                                                        |
| 1946 - 1973  | mr. Eric Donald Maaldrink        |                    | van september tot december 1946 waarnemend                                                                              |
| 1973 - 1997  | Ane Lieuwen                      | ARP / CDA          | was burgemeester van Genemuiden, overleed 30 oktober 1997                                                               |
| 1998 - 2000  | Eint Beekman Ockels              | VVD                | waarnemend in verband met mogelijke gemeentelijke herindeling, was waarnemend burgemeester van Zweeloo                  |
| 2000 - 2009  | Leonard Bernard Kobes            | CDA                | was burgemeester van Ommen, werd waarnemend burgemeester van Twenterand                                                 |
| 2009 - 2010  | Jan Kristen                      | PvdA               | waarnemend, oud gedeputeerde van de provincie Overijssel                                                                |
| 2010 - 2019  | ing. J.H.M. (Henk) Robben        | CDA                | |
| 2019 - heden | D.J. (Doret) Tigchelaar-van Oene | VVD / partijloos   | was wethouder van Hattem                                                                                                |